# زیردریایی آی-۴۱
زیردریایی آی-۴۱ (به انگلیسی: Japanese Submarine I-41) یک زیردریایی بود که طول آن ۳۵۶٫۵ فوت (۱۰۸٫۷ متر) بود. این زیردریایی در سال ۱۹۴۳ ساخته شد.